# Miguel Covián Pérez
Miguel Covíán Pérez. Político, intelectual, periodista, y poeta mexicano. Nació el 8 de febrero de 1930 en la Colonia Roma de la Ciudad de México, y falleció el 28 de abril de 2009 en la Colonia del Valle de la misma ciudad. Fue el menor de nueve hijos del ilustre jurista y poeta yucateco José María Covián Zavala. Egresado de la Facultad de Derecho de la Universidad Nacional Autónoma de México en 1956, fue ganador del Concurso Nacional de Oratoria organizado por el Partido Revolucionario Institucional, lo que lo llevó a ser invitado como orador en la campaña electoral del más tarde presidente de México Adolfo López Mateos entre 1957 y 1958. En 1964 fue elegido diputado federal. Destacado miembro de la XLVI Legislatura Federal, participó en memorables debates con figuras como Vicente Lombardo Toledano y Jorge Cruickshank García, del Partido Popular Socialista, y Adolfo Christlieb Ibarrola, del Partido Acción Nacional
Como parte del acto conmemorativo del 95 aniversario luctuoso de Benito Juárez el 18 de julio de 1967, Miguel Covián Pérez pronunció en el Hemiciclo a Juárez un impactante discurso titulado "Juárez en los Caminos de Hoy" ante el entonces Presidente Gustavo Díaz Ordaz, haciendo gala de sus dotes de orador. Díaz Ordaz decidió entonces nombrarlo como Embajador de México en Cuba, puesto en el cual sirvió de 1967 a 1969 durante la época en la que México fue el único país latinoamericano en mantener relaciones diplomáticas con el gobierno de Fidel Castro, abarcando también el turbulento período del Movimiento estudiantil en México de 1968.

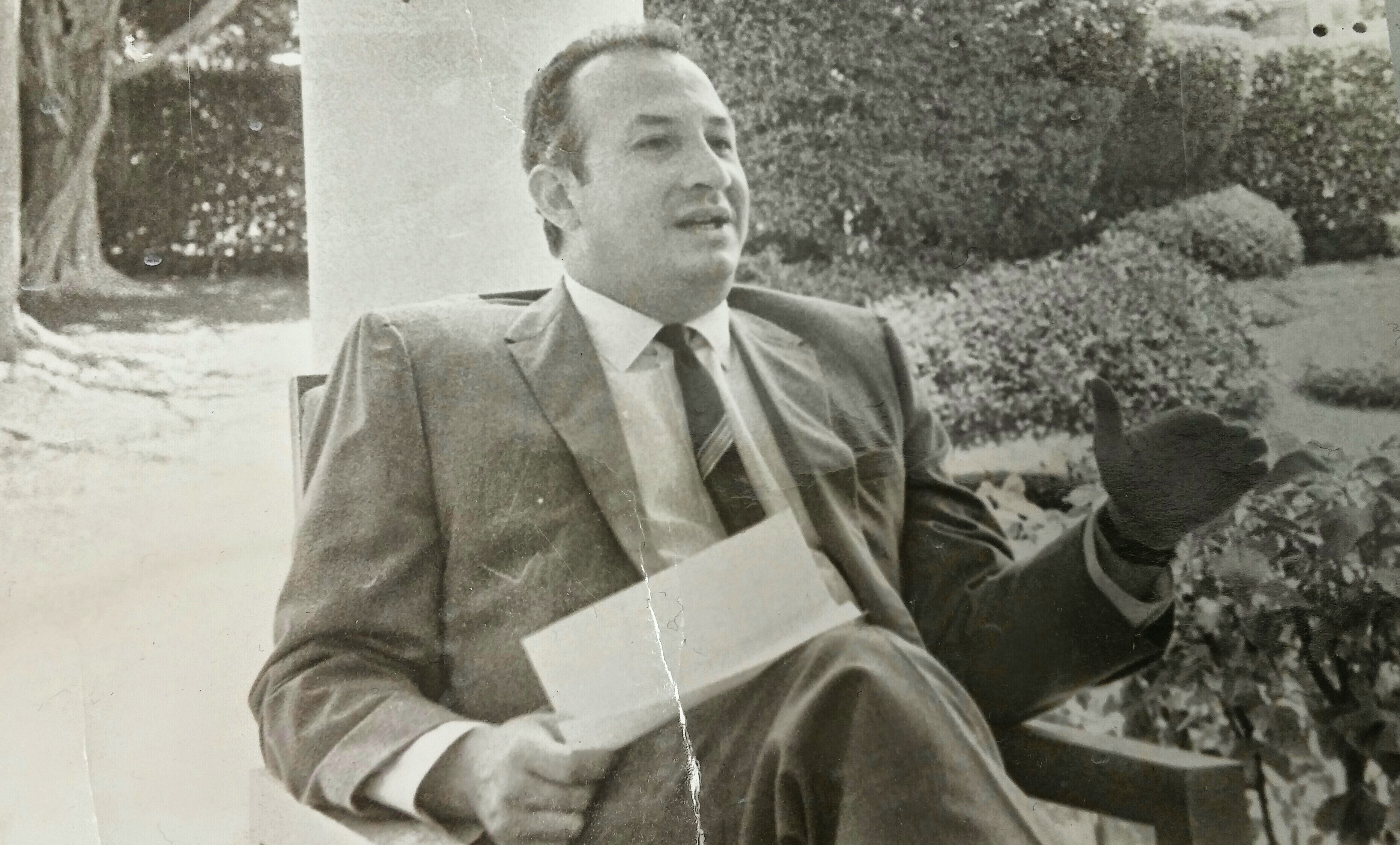
El Embajador Covián en La Habana, abril de 1968

Durante la década de 1970, Covián Pérez tuvo diferentes puestos dentro del Partido Revolucionario Institucional, entre ellos el de Oficial Mayor, así como el de Subdirector del ISSSTE. De 1982 a 1985 se desempeñó como Jefe Delegacional en Gustavo A. Madero, al norte del Distrito Federal, después de lo cual fue asesor de diferentes funcionarios tales como Ramón Aguirre Velázquez, regente del Distrito Federal, y Jesús Salazar Toledano, Secretario de Gobierno del Distrito Federal. Fue esencial su contribución para la elaboración de la Reforma Política del Distrito Federal, la cual permitió a los ciudadanos de esta megalópolis elegir directamente a sus gobernantes locales a partir de 1997. A finales del sexenio del presidente Ernesto Zedillo (1998-2000) tuvo el cargo de director general de Asuntos Jurídicos de la Secretaría de Gobernación bajo las órdenes del entonces secretario Francisco Labastida Ochoa.
Miguel Covián Pérez se destacó también por sus agudos artículos de análisis y opinión política durante la década de 1970 en el extinto periódico "El Día", y en la década de 1990 en el periódico "La Jornada", en cuyo sitio de internet es aún posible leerlos Escribió al menos un libro inédito de poemas titulado "Versos Extemporáneos", que sobresale en la forma por su impecable métrica y en el fondo por su profunda angustia existencial.